# Liebfrauenkirche (Laeken)

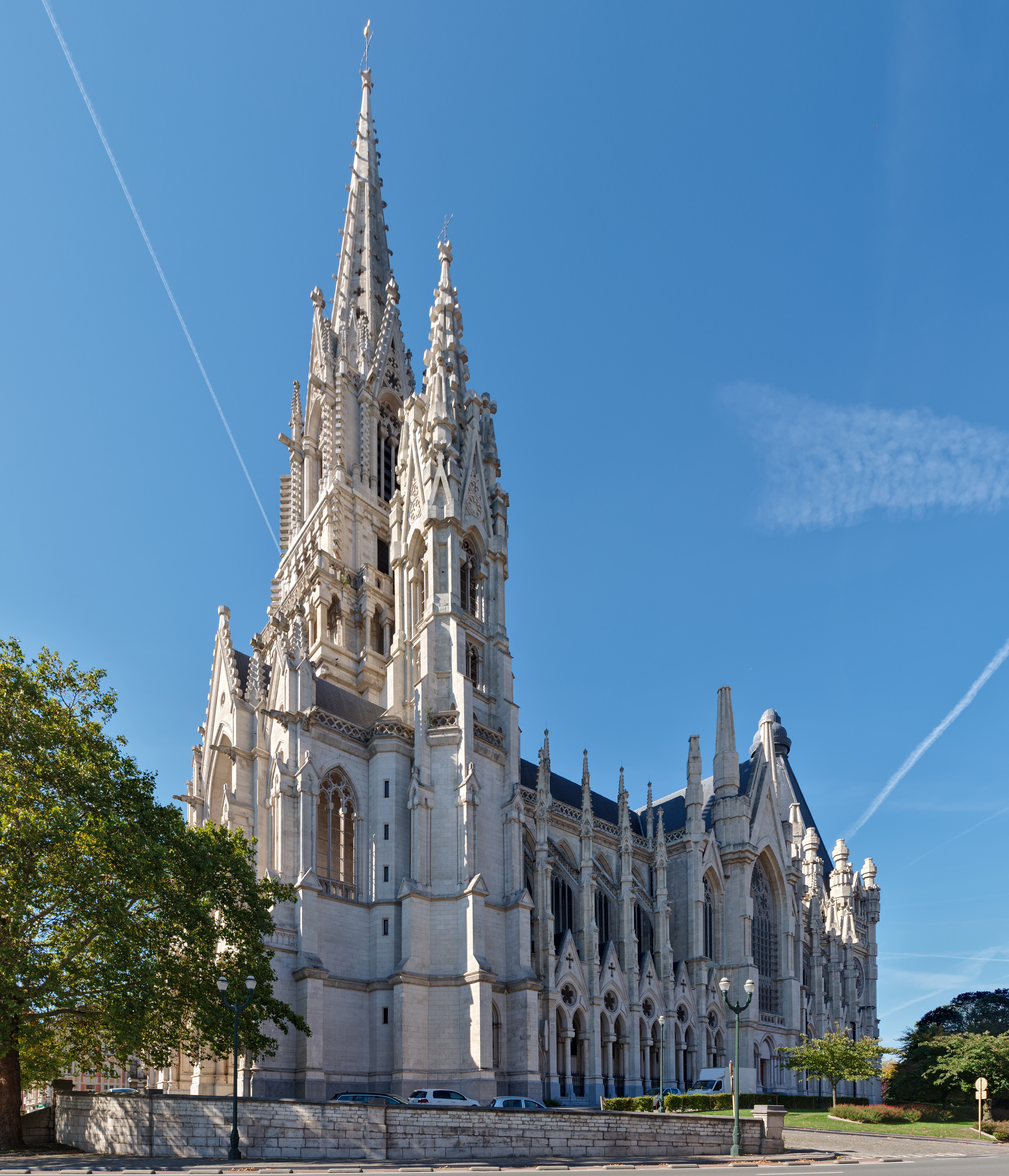
Liebfrauenkirche Laeken

Die Liebfrauenkirche zu Laeken (niederländisch Onze-Lieve-Vrouwekerk; französisch Église Notre-Dame de Laeken) ist eine neugotische Kirche im Brüsseler Stadtteil Laeken/Laken und das größte neugotische Bauwerk Belgiens. Die königliche Krypta ist Grablege des belgischen Königshauses, das im Schloss Laeken seine Residenz hat.

## Geschichte

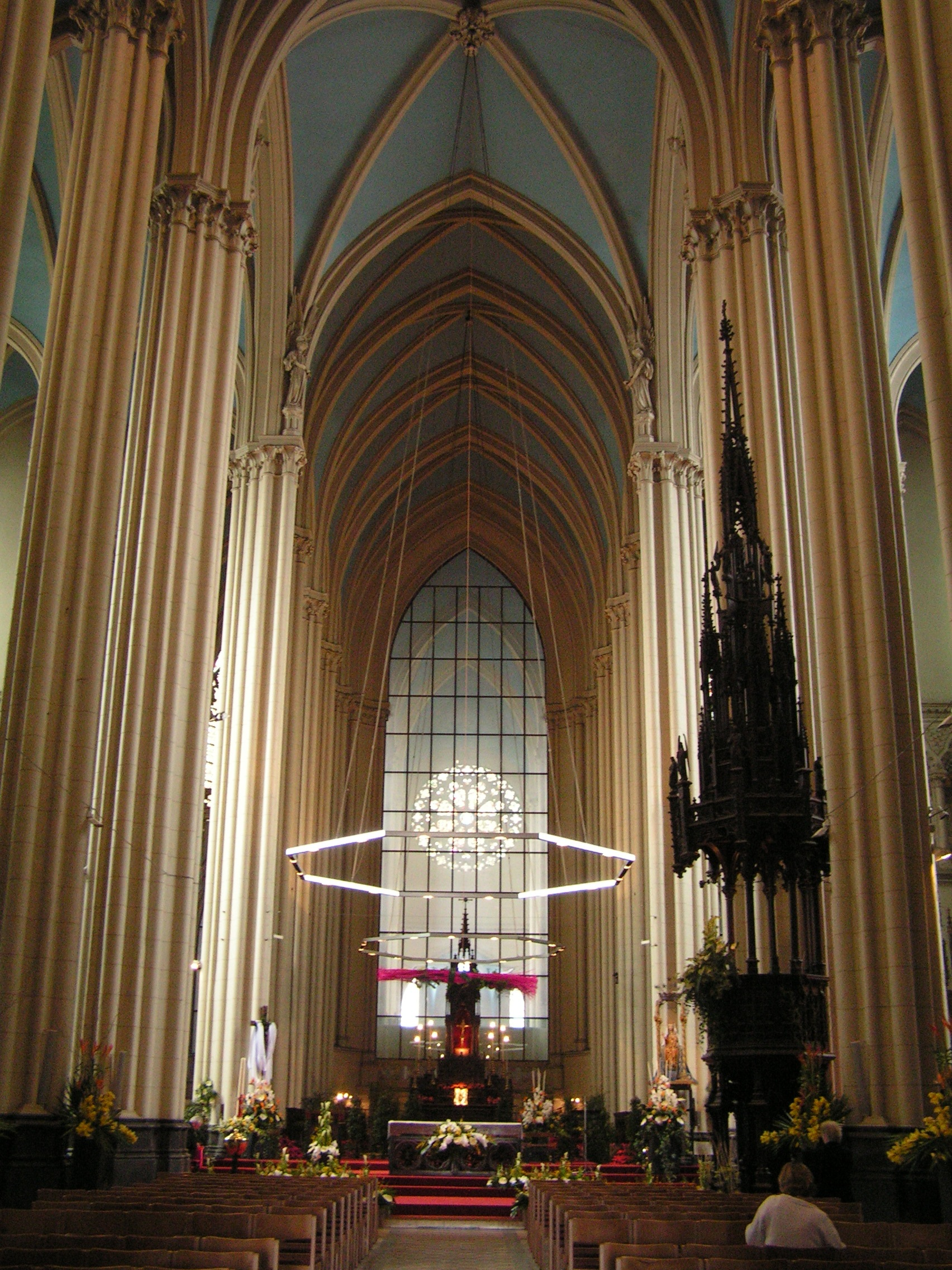
Hauptschiff der Liebfrauenkirche

Bereits um das Jahr 800 ließen zwei Schwestern zum Gedenken an ihren verstorbenen Bruder an der Stelle der heutigen Kirche eine kleine Kapelle bauen, die der Gottesmutter Maria geweiht wurde. Der heilige Guido von Anderlecht arbeitete in dieser Kapelle einige Jahre lang als Küster. Sophie von Brabant, die Tochter Elisabeths von Thüringen, schenkte der Kapelle ein Marienbild, das bald zum Anziehungspunkt für zahlreiche Pilger wurde.
1275 wurde die Kapelle dann durch eine Kirche im Stil der frühen brabantischen Gotik ersetzt. Der Legende nach soll Maria Richtung und Größe des neuen Bauwerks selbst bestimmt haben.
Louise von Orléans, die erste Königin Belgiens, legte in ihrem Testament fest, in der Liebfrauenkirche zu Laeken beerdigt zu werden. Als sie 1850 starb, beschloss ihr Mann, König Leopold I., an dieser Stelle eine neue Kirche bauen zu lassen, deren Krypta in Zukunft die Begräbnisstätte der königlichen Familie sein solle. Der Architekt Joseph Poelaert, der zeitgleich den Justizpalast in Brüssel baute, fertigte einen preisgekrönten Entwurf im neugotischen Stil an. 1854 legte Leopold I. den Grundstein für das neue Bauwerk und am 7. August 1872 wurde die Kirche feierlich geweiht, obwohl sie zu diesem Zeitpunkt noch nicht völlig fertiggestellt war.
Leopold II. ließ die Kirche schließlich vollenden. Der Münchner Architekt Heinrich von Schmidt entwarf das Portal und den 99 m hohen Turm für die Westfassade.

## Bedeutung
Die Liebfrauenkirche zu Laeken wurde zwar niemals in den Rang eines besonderen Monuments erhoben, aber für ihre Besucher hat sie einen hohen Symbolwert, weil sich hier die letzten Ruhestätten vieler Angehöriger des belgischen Königshauses und des Kardinals und Begründers der internationalen Christlichen Arbeiterjugend Joseph Cardijn befinden.

## Sehenswürdigkeiten

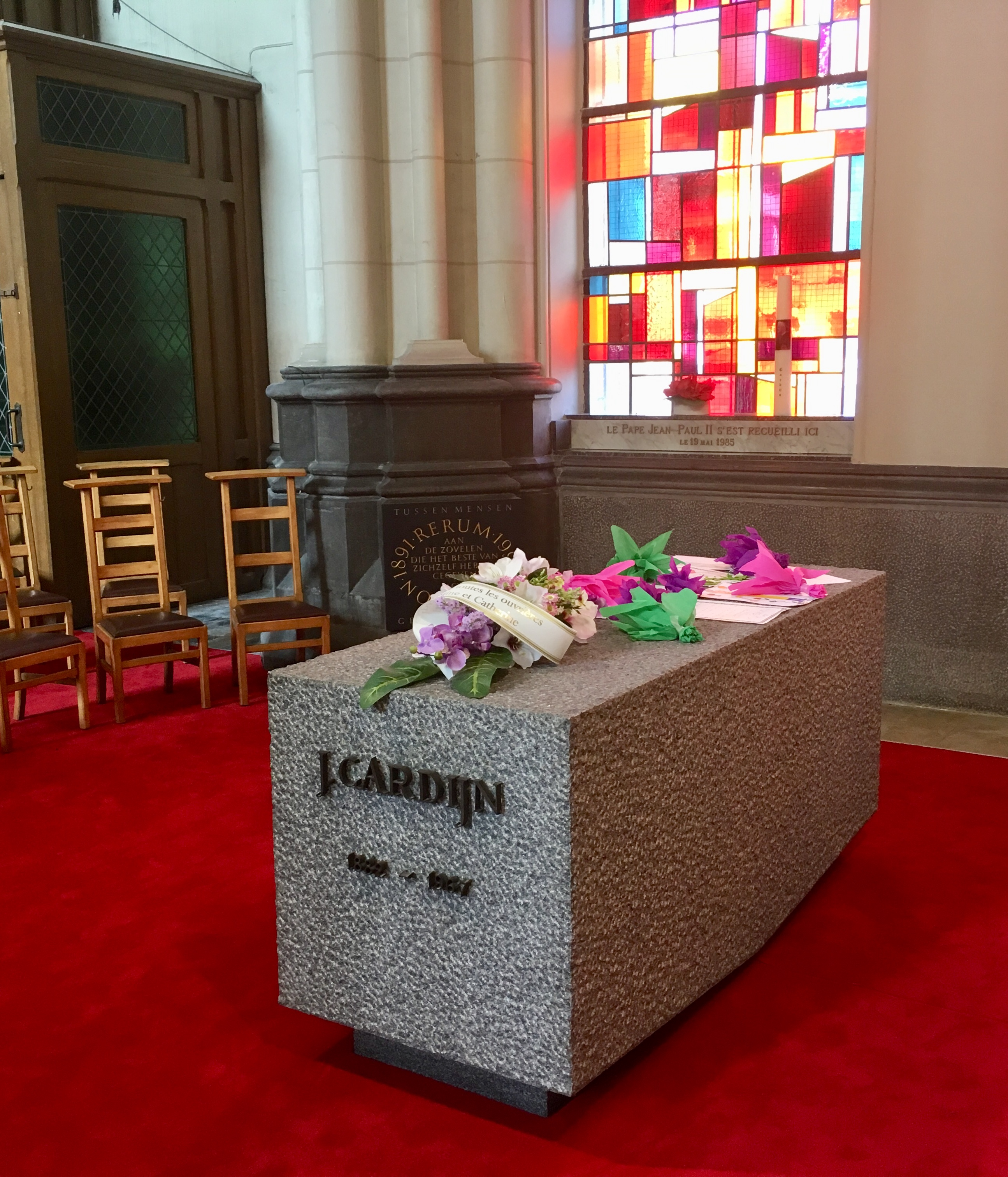
Grab Joseph Cardijns

Die imposante Kanzel erhielt während der Weltausstellung Paris 1878 den ersten Preis. Im rechten Seitenschiff hängt das Gemälde Die Heilige Familie von Gaspar de Crayer aus dem 17. Jahrhundert. Die romantische Orgel wurde zwischen 1872 und 1874 vom Brüsseler Orgelbauer Pierre Schyven gebaut. Den Hochaltar ziert ein Silberkreuz aus dem 18. Jahrhundert. Im Altarraum befinden sich Fenster aus dem 19. Jahrhundert, die Abschnitte aus dem Leben Jesu und Marias darstellen, und im Chorraum sind vier weitere Gemälde von de Crayer zu besichtigen: Der kreuztragende Christus, Onze-Lieve-Vrouw van Laeken, Der heilige Guido als Landarbeiter und Die Flucht nach Ägypten. Die Chororgel stammt von den Gebrüdern Adrian und Pierre-Salomon van Bever und wurde 1907 gebaut.
Im rechten Seitenschiff gegenüber dem Seitenaltar, der dem Heiligen Herzen Jesu geweiht ist, befindet sich das Grab Joseph Cardijns.

## Königliche Krypta
Hinter dem Chor ist der Zugang zur Königlichen Krypta. In der Mitte des Raumes befindet sich das imposante Grab Leopolds I., des ersten belgischen Königs, mit seiner zweiten Gemahlin. Um diese Grabanlage herum befinden sich Nischen mit den Grabstätten aller belgischen Königspaare. An der Wand befinden sich die Gräber von sonstigen Mitgliedern des belgischen Königshauses.

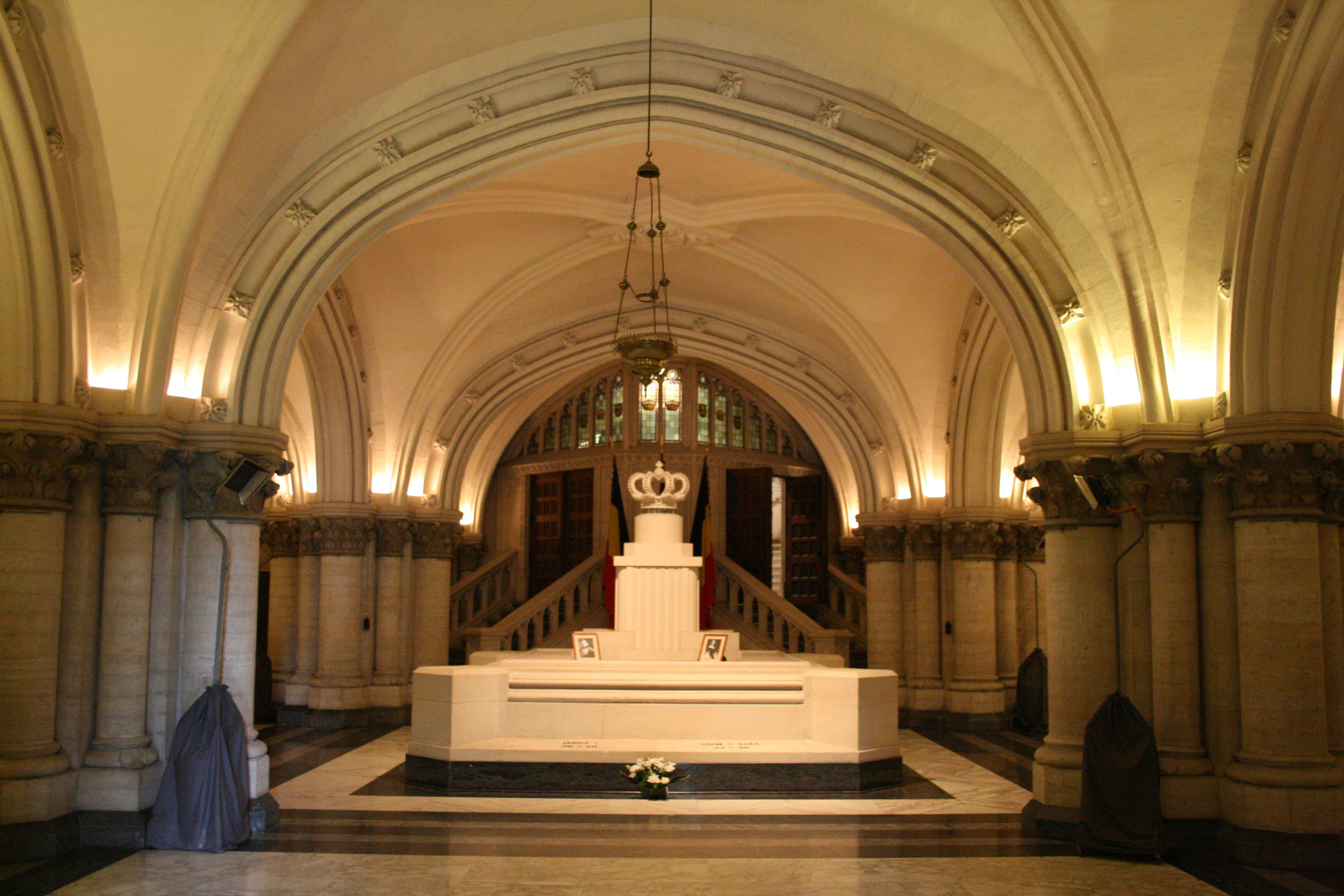
Grabmal von König Leopold I. und Louise von Orléans in der Königlichen Krypta

Folgende Personen liegen in der Krypta der Kirche von Laeken begraben:
1. Prinz Louis Philippe (24. Juli 1833 – 16. Mai 1834) - (Sohn von König Leopold I.)
2. Louise von Orléans, Königin der Belgier (3. April 1812 – 11. Oktober 1850) - (Gemahlin von König Leopold I.)
3. Leopold I., König der Belgier (16. Dezember 1790 – 10. Dezember 1865)
4. Prinz Leopold (12. Juni 1859 – 22. Januar 1869) - (Sohn von König Leopold II.)
5. Prinzessin Joséphine (30. November 1870 – 18. Januar 1871) - (Tochter von Prinz Philipp)
6. Prinz Baudouin Leopold (3. Juni 1869 – 23. Januar 1891) - (Sohn von Prinz Philipp)
7. Marie Henriette von Österreich, Königin der Belgier (23. August 1836 – 19. September 1902) - (Gemahlin von König Leopold II.)
8. Prinz Philipp, Graf von Flandern (24. März 1837 – 17. November 1905)
9. Leopold II., König der Belgier (9. April 1835 – 17. Dezember 1909)
10. Prinzessin Maria Luise von Hohenzollern-Sigmaringen (17. November 1845 – 26. November 1912) - (Gemahlin von Prinz Philipp)
11. Charlotte von Belgien, Kaiserin von Mexiko (7. Juni 1840 – 19. Januar 1927) - (Tochter von König Leopold I.)
12. Albert I., König der Belgier (8. April 1875 – 17. Februar 1934)
13. Astrid von Schweden, Königin der Belgier (17. November 1905 – 29. August 1935) - (erste Gemahlin von König Leopold III.)
14. Elisabeth in Bayern, Königin von Belgien (25. Juli 1876 – 23. November 1965) - (Gemahlin von König Albert I.)
15. Prinz Charles (10. Oktober 1903 – 1. Juni 1983) - (Sohn von König Albert I.)
16. Leopold III., König der Belgier (3. November 1901 – 25. September 1983)
17. Prinz Leopold Emmanuel von Liechtenstein (1984 - 20. Mai 1984) - (Enkel von Großherzog Jean von Luxemburg und der Joséphine Charlotte von Belgien)
18. Baudouin I., König der Belgier (7. September 1930 – 31. Juli 1993)
19. Mary Lilian Baels (28. November 1916 – 7. Juni 2002) - (zweite Gemahlin von König Leopold III.)
20. Prinz Alexander (18. Juli 1942 – 29. November 2009) - (Sohn von König Leopold III.)
21. Fabiola Mora y Aragón, Königin von Belgien (11. Juni 1928 – 5. Dezember 2014) - (Gemahlin von König Baudouin I.)

Auf dem Friedhof hinter der Kirche befinden sich die Gräber zahlreicher berühmter Belgier. Auch der Chor der ersten Kirche, die hier 1275 gebaut worden war, ist dort noch zu besichtigen.

## Orgeln
In der Laeker Liebfrauenkirche gibt es zwei Orgeln. Die Hauptorgel stammt aus der Werkstatt von Pierre Schyven in Brüssel und entstand in den Jahren 1871 bis 1874. Von 1902 bis 1916 war Salomon van Bever für die Pflege der Orgel verantwortlich. 1906 wurde sie wegen der Fertigstellung des Turmes vorübergehend abgebaut. Da man unbedingt die große Rosette freilassen wollte, fiel der prächtige Schyven-Prospekt dieser Maßnahme zum Opfer. Weiterhin wurden die größten 32´-Pfeifen, um die Sicht auf die Rosette freizuhalten, in den Seitenschiffen platziert. Mit einigen Änderungen an der Disposition wird die Orgel 1912 mit einem vereinfachten Prospekt wieder eingeweiht. In etwa diesen Zustand präsentiert sie sich, abgesehen von einem Ersatz der Hauptwerksquinte durch eine Doublette 2` bei der Restaurierung durch Patrick Collon in den Jahren 1975 bis 1978, bis heute. Infolge des ungewöhnlich hohen Winddrucks von 170 mm WS genügen 52 Register auf drei Manualen und Pedal zum Ausfüllen des großen Raumes. Die Spieltrakturen sind mechanisch, die Registertrakturen elektrisch.
| I Positiv (seit 1912 schwellbar) C–g3 |     |
| Quintaton                             | 16′ |
| Flûte                                 | 8′  |
| Dulciane                              | 8′  |
| Unda Maris (van Bever 1912)           | 8′  |
| Gambe                                 | 8′  |
| Bourdon                               | 8′  |
| Flûte                                 | 4′  |
| Quinte                                | 3′  |
| Mixture III                           |     |
| Trompette céleste                     | 8′  |
| Clarinette                            | 8′  |
| Musette (van Bever 1912)              | 8′  |

| II Hauptwerk C–g3        |     |
| Montre                   | 16′ |
| Bourdon                  | 16′ |
| Montre                   | 8′  |
| Flûte harmonique         | 8′  |
| Gemshorn                 | 8′  |
| Salicional               | 8′  |
| Gambe                    | 8′  |
| Bourdon                  | 8′  |
| Prestant                 | 4′  |
| Flûte harmonique         | 4′  |
| Doublette (Collon, 1978) | 2′  |
| Fourniture III-VI        | 2′  |
| Grand Cornet V           |     |
| Bombarde                 | 16′ |
| Ophicléide               | 16′ |
| Trompette                | 8′  |
| Clairon                  | 4′  |

| III Schwellwerk C–g3 |     |
| Bourdon              | 16′ |
| Gambe                | 8′  |
| Flûte octaviante     | 8′  |
| Dolce                | 8′  |
| Voix céleste         | 8′  |
| Bourdon              | 8′  |
| Flûte d’écho         | 4′  |
| Flageolet            | 2′  |
| Fourniture III       |     |
| Basson               | 16′ |
| Trompette harmonique | 8′  |
| Basson-Hautbois      | 8′  |
| Voix humaine         | 8′  |
| Clairon harmonique   | 4′  |

| Pedalwerk C–f1 |     |
| Soubasse       | 32′ |
| Flûte          | 16′ |
| Bourdon        | 16′ |
| Quinte         | 12′ |
| Flûte          | 8′  |
| Violoncelle    | 8′  |
| Flûte          | 4′  |
| Bombarde       | 16′ |
| Trompette      | 8′  |
| Clairon        | 4′  |

Anmerkung: Die Doublette von Collon ersetzt die Quinte 6`, welche van Bever 1912 anstelle der Trompette céleste 8' Schyvens installierte.
Im Jahr 1907 lieferten die Gebrüder van Bever noch eine kleinere Chororgel. Sie hat 13 Register auf zwei Manualen und Pedal. Sie wurde 1996
von Étienne De Munck restauriert.